# Karoline Knotten
Karoline Offigstad Knotten, född 6 januari 1995 i Tromsø, är en norsk skidskytt som tävlar i världscupen. Den 29 november 2020 tog Knotten sin första individuella pallplats i världscupen då hon slutade trea i sprinttävlingen i Kontiolax.

## Pallplatser i världscupen
Knotten har fyra individuella pallplatser i världscupen: en andraplats och tre tredjeplatser.
| Säsong  | Datum            | Plats      | Disciplin       | Placering |
| ------- | ---------------- | ---------- | --------------- | --------- |
| 2020/21 | 29 november 2020 | Kontiolax  | Sprint (7,5 km) | 3:a       |
| 2021/22 | 11 mars 2022     | Otepää     | Sprint (7,5 km) | 3:a       |
| 2023/24 | 1 december 2023  | Östersund  | Sprint (7,5 km) | 2:a       |
| 2024/25 | 13 december 2024 | Hochfilzen | Sprint (7,5 km) | 3:a       |